# Niphopyralis
Niphopyralis là một chi bướm đêm thuộc họ Crambidae.

## Các loài
- Niphopyralis albida Hampson, 1893

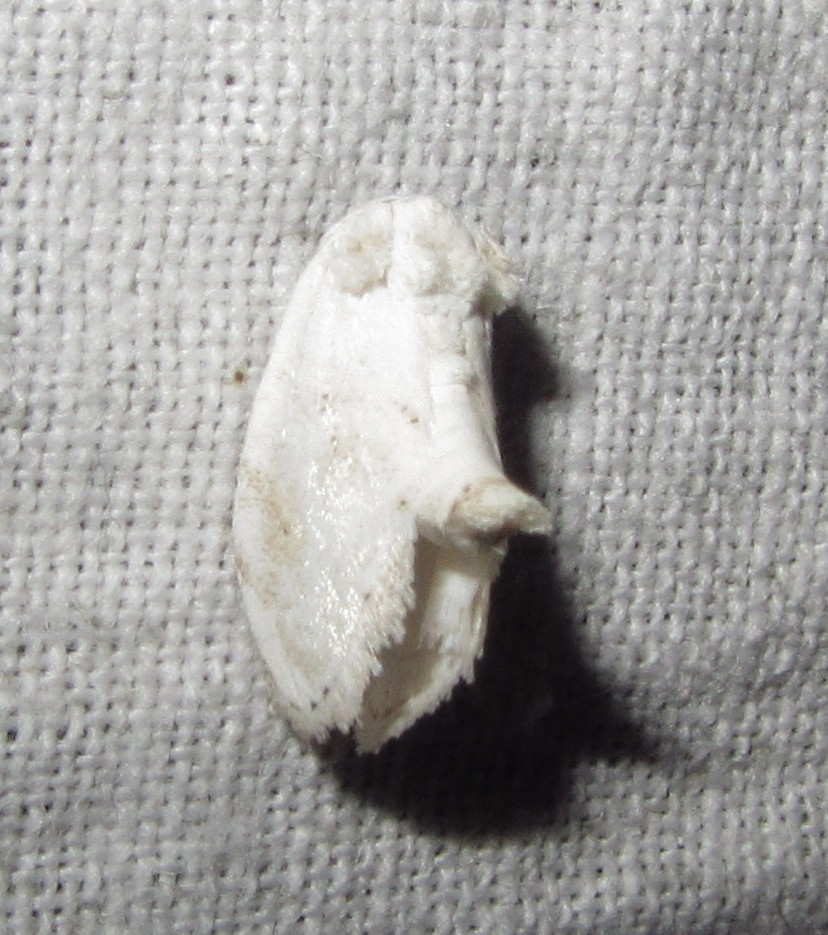
adult of an unidentified Niphopyralis species

- Niphopyralis aurivillii (Kemner, 1923)
- Niphopyralis chionesis Hampson, 1919
- Niphopyralis contaminata Hampson, 1893
- Niphopyralis discipunctalis Hampson, 1919
- Niphopyralis myrmecophila (Roepke, 1916)
- Niphopyralis nivalis Hampson, 1893
- Niphopyralis suffidalis Swinhoe, 1895